# Sydlig höfjäril
Sydlig höfjäril, Colias alfacariensis är en fjärilsart som beskrevs av Carl Ribbe 1905. Sydlig höfjäril ingår i släktet Colias och familjen vitfjärilar, Pieridae. Arten är ännu inte påträffad i Sverige. Inga underarter finns listade i Catalogue of Life.

## Bildgalleri

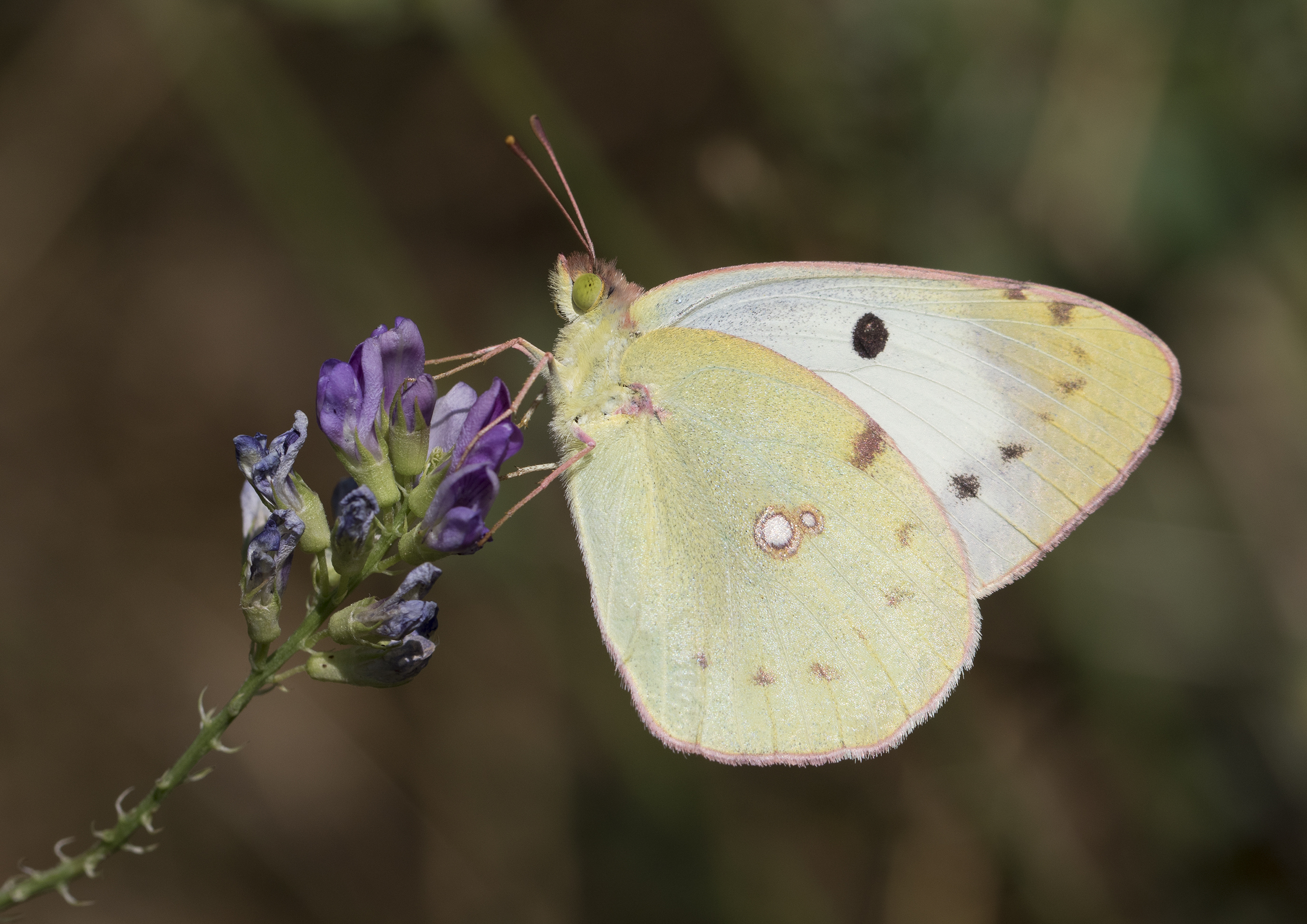
Imago fjäril med ihopfällda vingar.
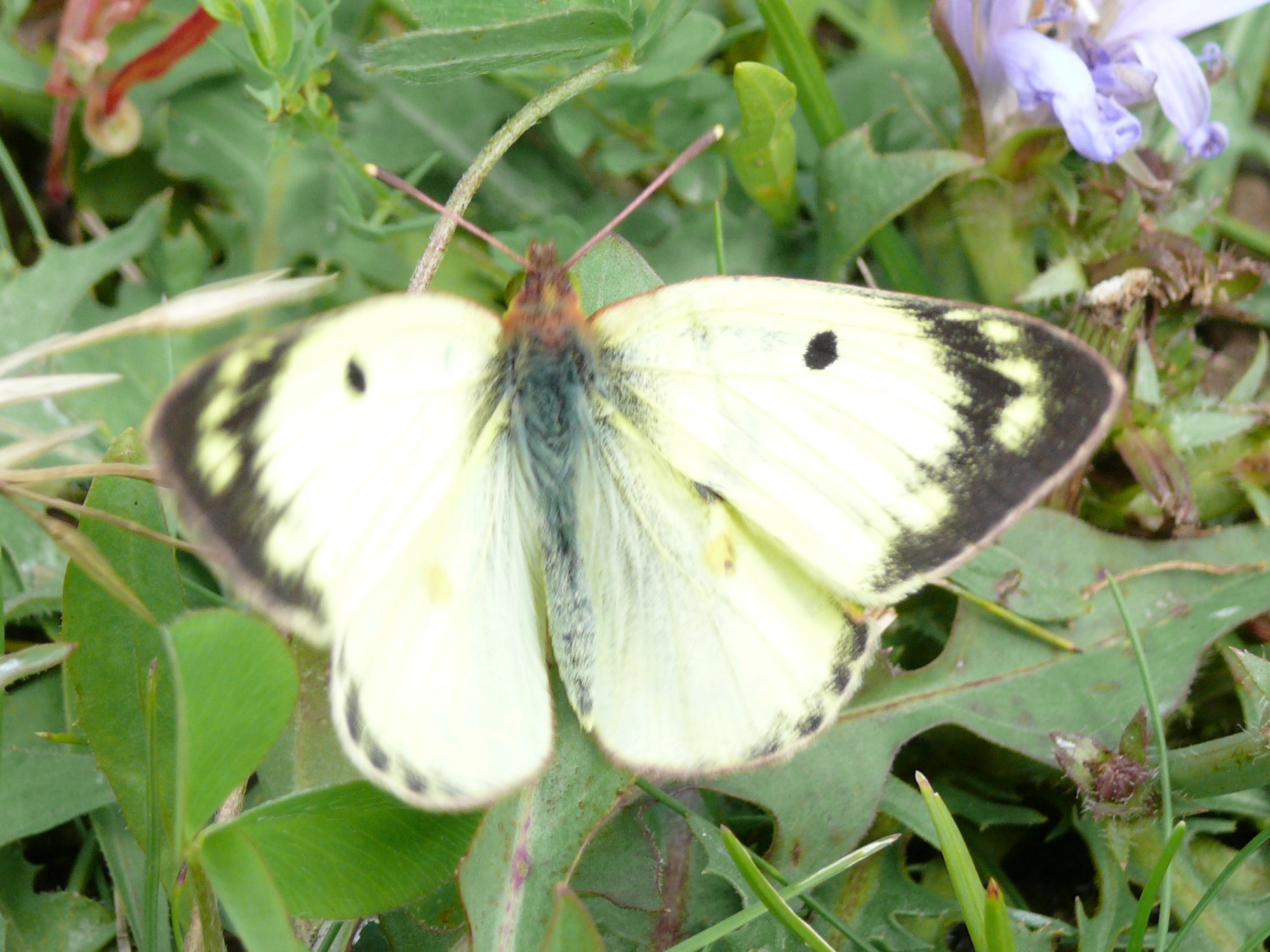
Imago fjäril med utbredda vingar.
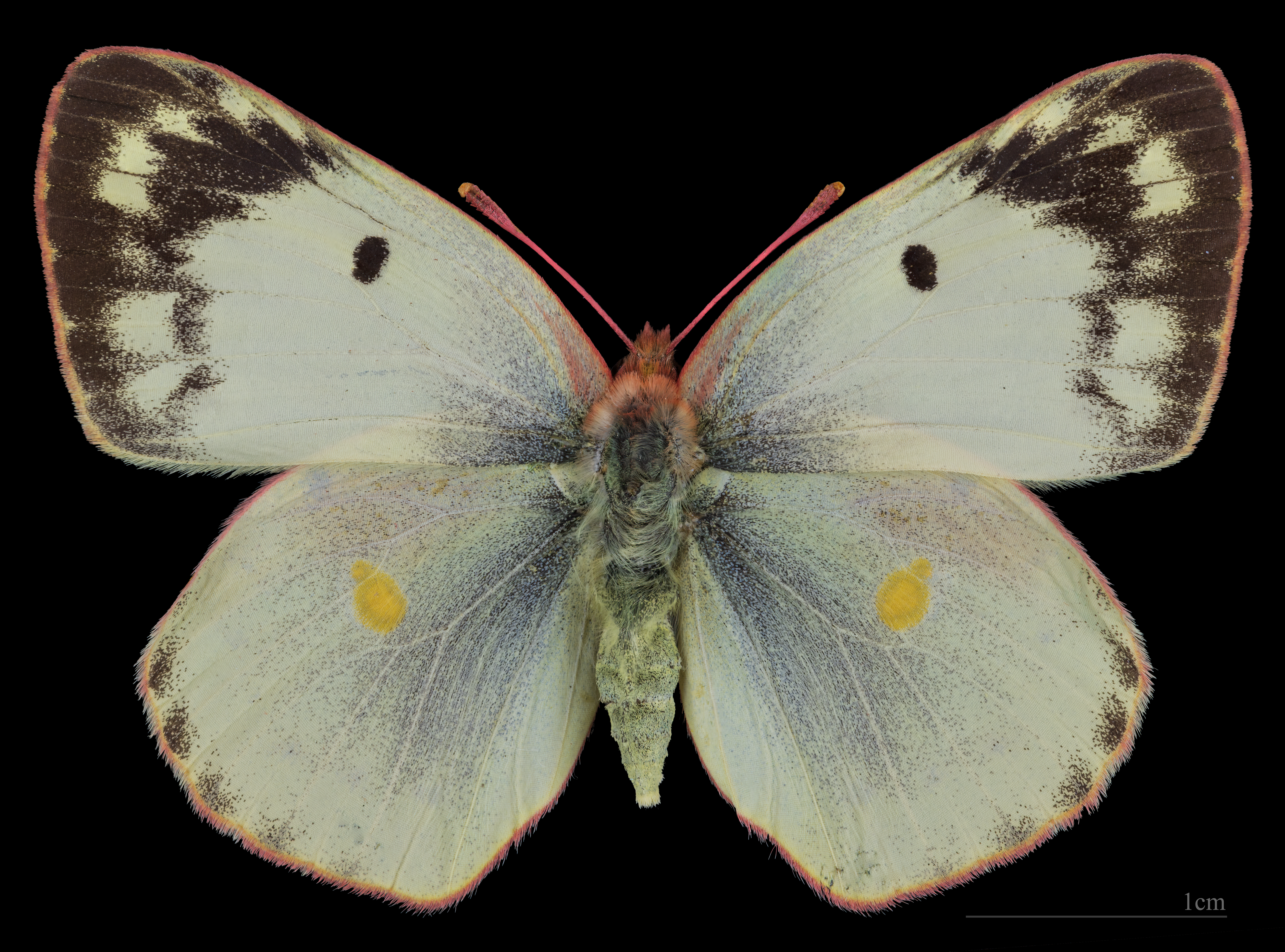
Preparerad (uppnålad) imago fjäril, hona ovansida
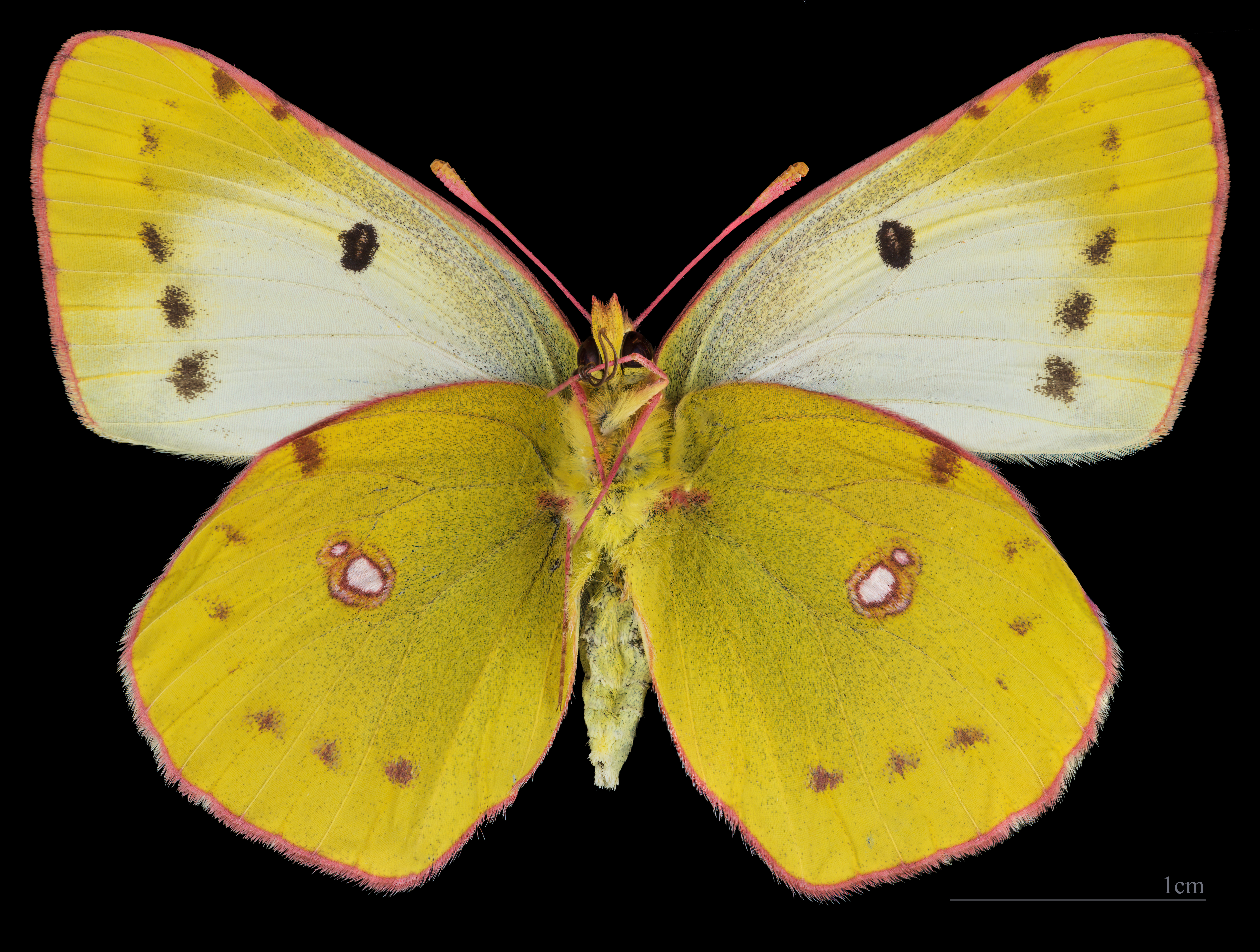
Preparerad (uppnålad) imago fjäril, hona undersida.
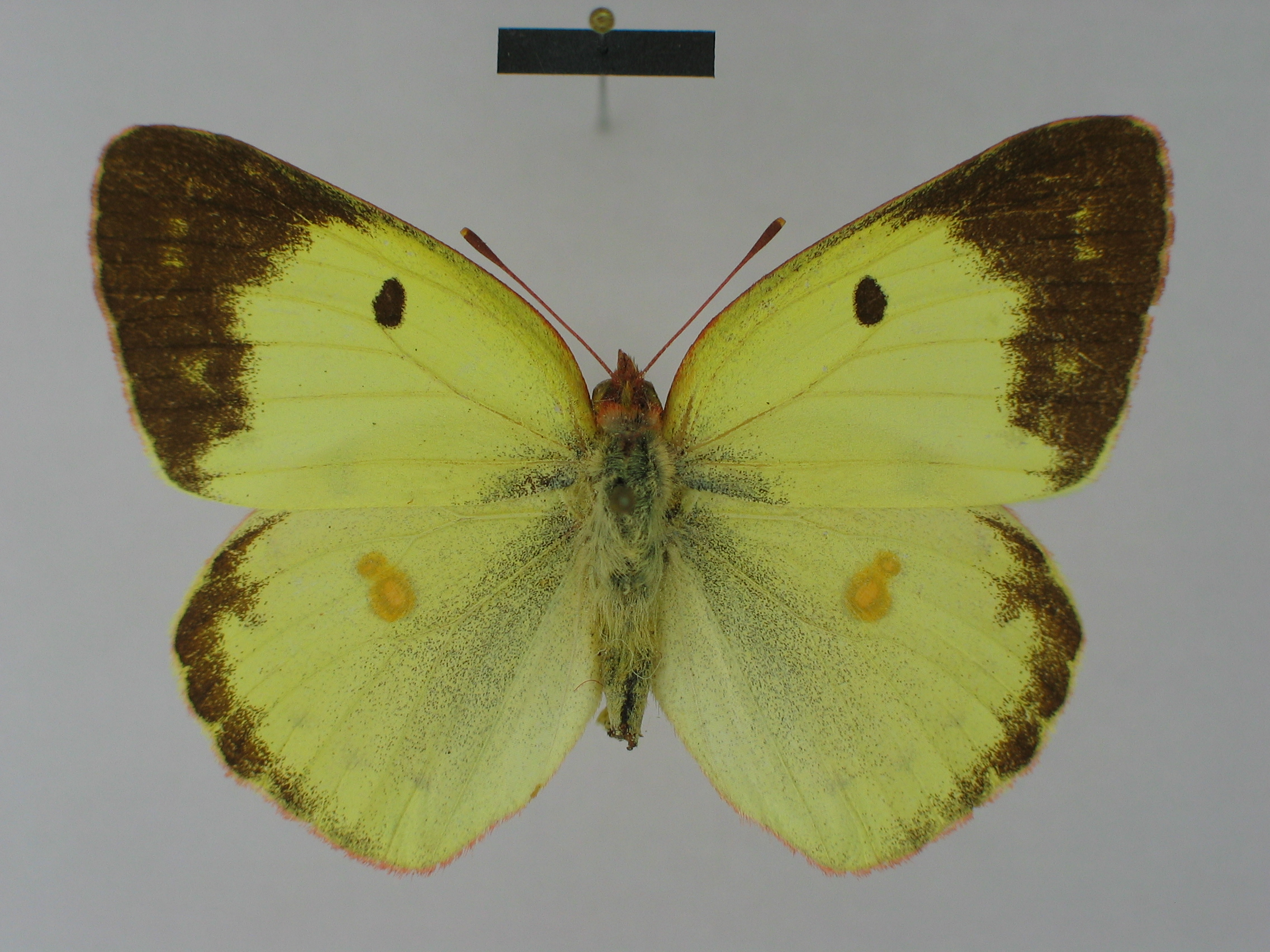
Preparerad (uppnålad) imago fjäril, hane ovansida.
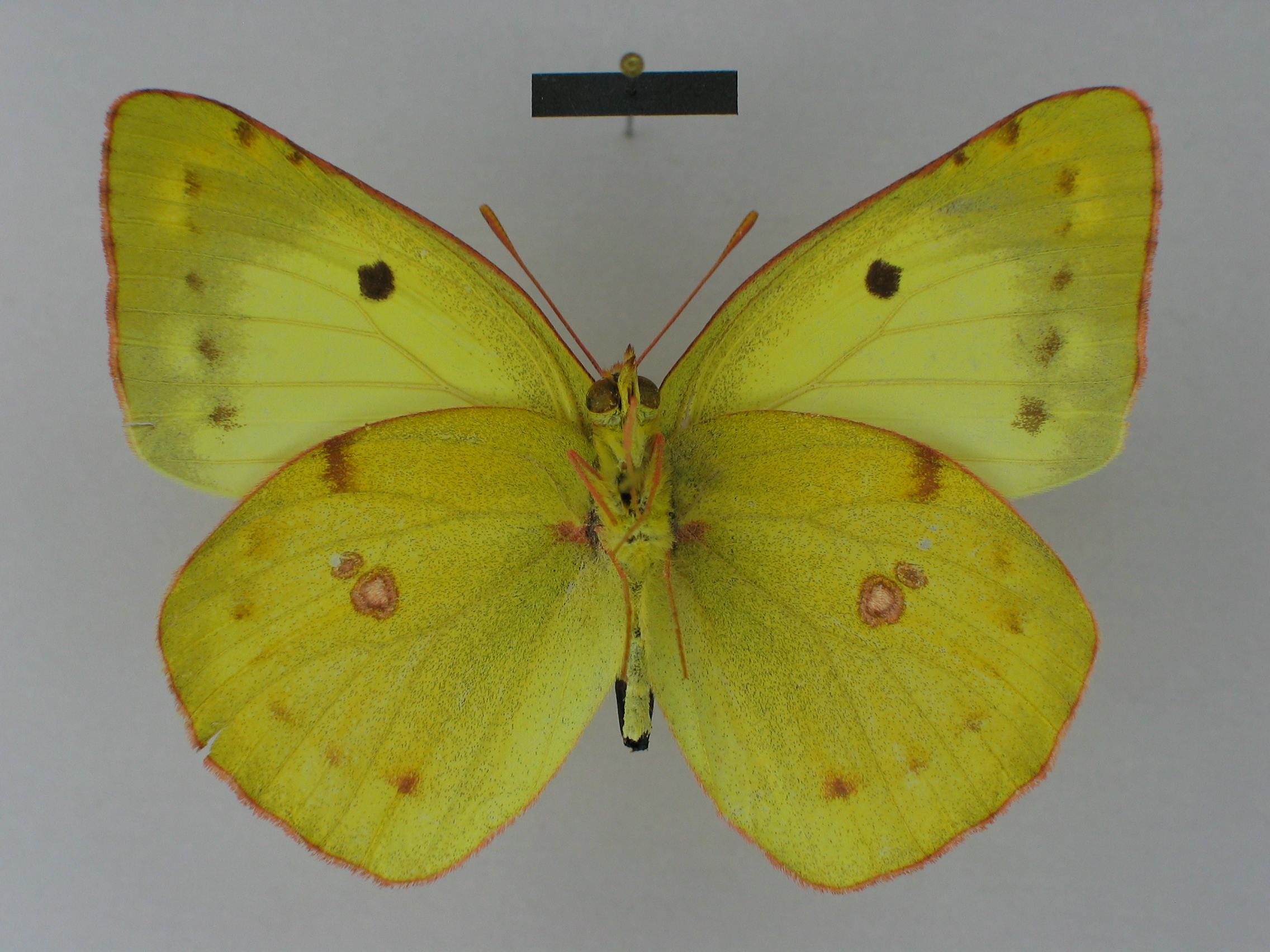
Preparerad (uppnålad) imago fjäril, hane undersida.